# Японс
Японс (нем. Japons) — ярмарочная коммуна (нем. Marktgemeinde) в Австрии, в федеральной земле Нижняя Австрия. 
Входит в состав округа Хорн.  Население составляет 789 человек (на 31 декабря 2005 года). Занимает площадь 29,37 км². Официальный код  —  31111.

## Политическая ситуация
Бургомистр коммуны — Карл Браунштайнер по результатам выборов 2005 года.
Совет представителей коммуны (нем. Gemeinderat) состоит из 15 мест.
- АНП занимает 15 мест.